# 李敬方
李敬方（？—？），字中虔，并州文水縣人，李憕曾孫。

## 生平
長慶三年（823年），鄭冠榜進士及第。大和初為戶部金部員外郎，遷禮部祠部郎中，轉戶部郎中。開成年間，遷諫議大夫。開成五年（840年）任長安縣令。會昌六年（846年）以事貶台州司馬，大中初遷明州刺史，大中四年（850年）轉任歙州刺史，曾因患頭風癢悶，入浴黃山温泉。工於詩，“才力周備，興比之間，獨與前輩相近”。有《李敬方詩》一卷，今佚。《全唐詩》存其詩八首。

## 家族
有子李縠，生李琪。